# Antón Martín (metropolitana di Madrid)
Antón Martín è una stazione della linea 1 della metropolitana di Madrid.
Si trova nel distretto Centro, sotto Plaza de Antón Martín, all'intersezione tra calle de Atocha e calle de la Magdalena.
Nelle vicinanze della stazione si trova il Teatro Monumental, la chiesa di San Sebastián e il cinema Doré, appartenente alla Filmoteca Española.

## Storia
La stazione venne inaugurata il 26 dicembre 1921 e fu ristrutturata negli anni sessanta per ampliare le pensiline e costruire un nuovo vestibolo dotato di due accessi. Negli anni ottanta venne rivestita con azulejos che furono rimossi nel 2006 furono rifatte le volte e le pareti con pannelli di vitrex azzurro.

## Accessi
Vestibolo Atocha
- Atocha Calle del Amor de Dios 14 (angolo con Calle de Atocha 73)
- Atocha, impares Calle de Atocha 83 aperto dalle 6:00 alle 21:40 chiuso temporaneamente
- Atocha, pares Calle de Atocha 76 aperto dalle 6:00 alle 21:40 chiuso temporaneamente